# Фаустов, Пётр Иванович
Пётр Иванович Фаустов (1922 — 8 декабря 1973) — передовик советского машиностроения, обкатчик-испытатель завода «Ростсельмаш» Министерства тракторного и сельскохозяйственного машиностроения СССР, город Ростов-на-Дону, Герой Социалистического Труда (1966).

## Биография
Родился в 1922 году в селе Рябинки, ныне Елецкого района, Липецкой области в семье крестьянина. Завершив обучение в седьмом классе сельской школы, трудоустроился в местный колхоз, полеводом. 
В 1941 году мобилизован в ряды Красной Армии. Участник Великой Отечественной войны. 
После демобилизации, вернулся в родной колхоз. Трудился учётчиком, помощником бригадира, бригадиром колхоза. В 1951 году переезжает с семьёй в Ростов-на-Дону. Начинает трудовую деятельность на заводе "Ростсельмаш". В самом начале пути работает слесарем-сборщиком комбайнов. С 1955 года - обкатчик-испытатель сборочного цеха. Постоянно совершенствовал свою работу. Неоднократно направлялся для обмена опытом в дружественные страны Венгрию, Болгарию. 
Указом Президиума Верховного Совета СССР от 5 августа 1966 года за достижение высоких показателей в производстве Петру Ивановичу Фаустову присвоено звание Героя Социалистического Труда с вручением ордена Ленина и медали «Серп и Молот». 
Являлся депутатом Ростовского областного Совета депутатов трудящихся, был членом Первомайского райкома КПСС. 
Проживал в городе Ростове-на-Дону. Умер 8 декабря 1973 года. 

## Награды
За трудовые успехи был удостоен:
- золотая звезда «Серп и Молот» (05.08.1966)
- орден Ленина (05.08.1966)
- Медаль «За взятие Кёнигсберга»
- другие медали.